# Jungfrau unter Kannibalen
Jungfrau unter Kannibalen (Originaltitel: El caníbal) ist ein Abenteuer- bzw. Kannibalenfilm von Jess Franco aus dem Jahr 1980, der in spanisch-französisch-deutscher Co-Produktion entstand.
Die Dreharbeiten zum Film fanden vom 16. Juni bis zum 19. Juli 1980 im spanischen Benidorm sowie im portugiesischen Sintra statt. Der Film wurde in Deutschland erstmals am 5. Dezember 1980 aufgeführt.

## Handlung
Die aufstrebende Schauspielerin Laura Crawford fällt einem teuflischen Plan ihrer Managerin Jane zum Opfer. Diese entführt gemeinsam mit drei Ganoven die Akteurin während der Vorbereitungen zu ihrem neuen Film. Anschließend verschleppt man das Starlet auf eine mit Dschungel bewachsene Tropeninsel, um fernab der Zivilisation vom Studiobesitzer ein hohes Lösegeld zu erpressen. Unglücklicherweise erwählen die Kidnapper ein Eiland, wo Kannibalen regelmäßig einem gottähnlichen Monstrum mit übergroßen Augen Frauen opfern.
Der Studioboss bereitet indessen eine Rettungsaktion vor und heuert Vietnam-Veteran Peter Weston an, der gemeinsam mit seinem Gefährten Jack, einem Hubschrauberpiloten, das entlegene Eiland aufsucht. Bei der Lösegeldübergabe kommt es zu einer wilden Schießerei, in deren Verlauf Jack verwundet wird. Laura nutzt das Durcheinander zur Flucht in den Urwald. Dort gerät sie nach einiger Zeit in die Hände der Kannibalen. Während der Suche nach Laura werden deren Entführer der Reihe nach dezimiert.
Derweil können Peter und Jack eine kleine Yacht der Kidnapper entern, die am Strand vor Anker liegt. Im Anschluss macht sich der kampferprobte Peter wieder auf die Suche nach Laura, während der verletzte Jack mit einer unbekannten Mittäterin beim Boot verbleibt, wo er wenig später von der „Kannibalengottheit“ ermordet wird. Peter findet Laura schließlich in der Gefangenschaft des primitiven Stammes. Am Ende des Films kommt es zu einem Zweikampf zwischen Peter und der bösartigen Kannibalengottheit, welche besiegt werden kann. Nach dem Tod des Monsters lösen sich die Eingeborenen von ihrem verhassten Kult. In der letzten Szene des Films reist ein sichtlich entspannter Peter im Beisein der halbnackten Laura und des Lösegeldes zurück in die Zivilisation.

## Kritiken
Das Lexikon des internationalen Films schrieb, die „handwerklich miserable“ Produktion sei ein auf „Blut und Sex ausgerichteter Schocker“. Das Lexikon des Horrorfilms meint, dass dies „so ziemlich die deppertsten neunzig Minuten“ seien, „die Jess Franco je auf Zelluloid hat bannen lassen.“ Ferner zitiert das Horrorfilmlexikon den film-dienst, wonach das „miese Produkt“ vor allem durch seine „Vorurteile bestärkende Zeichnung der Schwarzen“ und die „unmotivierte Bezugnahme auf Vietnam“ negativ auffalle.
Wesentlich positiver wird es auf der Website eskalierende-traeume.de gesehen: „Ein Film wie von einem anderen Stern, und ein weiteres entgleistes Wunder in Francos an Wundern und Entgleisungen nicht gerade armen Filmografie. Beinahe so etwas wie ein avantgardistischer Kannibalenfilm, wild oszillierend zwischen Ultra-Kunst und Ultra-Trash. Es gibt im Grunde kaum eine Einstellung in diesem Film, die nicht inspiriert und von einem wunderbar eigensinnigen Stilwillen beseelt wäre. Die brillante Kamera wählt nie den Weg der einfachsten, klassischen Auflösung von Szenen, und die Musik transportiert abermals eine jenseitige, entrückte Aura, wie sie dem Setting nicht angemessener sein könnte. Das Ganze steht dem Experimentalfilm stellenweise fast näher als dem Exploitationkino, und kippt dann doch regelmäßig völlig aus der Bahn, so sehr ist der Film gleichzeitig bis zum Bersten mit unfassbaren Bizarrheiten bestückt.“